# 吉川和夫
吉川 和夫（きっかわ かずお、1954年10月9日 - ）は、愛知県出身の日本の作曲家。

## 人物
東京藝術大学大学院修了。NHKオーディオドラマ『ソフィーの世界』（蓬莱泰三・脚色）の音楽で放送文化基金賞（音楽・音声・音響効果賞）受賞。室内楽、合唱劇を中心に作曲活動を展開。室内楽曲などを中心に多数の作品を発表、新作声明や邦楽器のための作品も多い。1996年NHKオーディションドラマ「ソフィーの世界」の音楽で放送文化基金賞受賞。作曲家グループ「緋国民楽派」同人として活動している。 合唱劇「ポラーノの広場」「銀河鉄道の夜」、合唱童話「やまなし」、混声合唱と和太鼓のための組曲「さくらのはなびら」や連作合唱曲「どうして　あんなに」などがある。作陽音楽大学助教授、宮城教育大学教授を経て、現在宮城教育大学名誉教授。

## 作品

### CD
- トゥバラーマ～吉川和夫作品集
- 国立劇場委嘱作品シリーズ「論義ビヂテリアン大祭 聲明と狂言の語りによる」
- 魂の行方 吉川和夫作品集
- 竹田恵子オペラひとりっ切り「にごりえ」（演出・恵川智美）